# Oded Galor

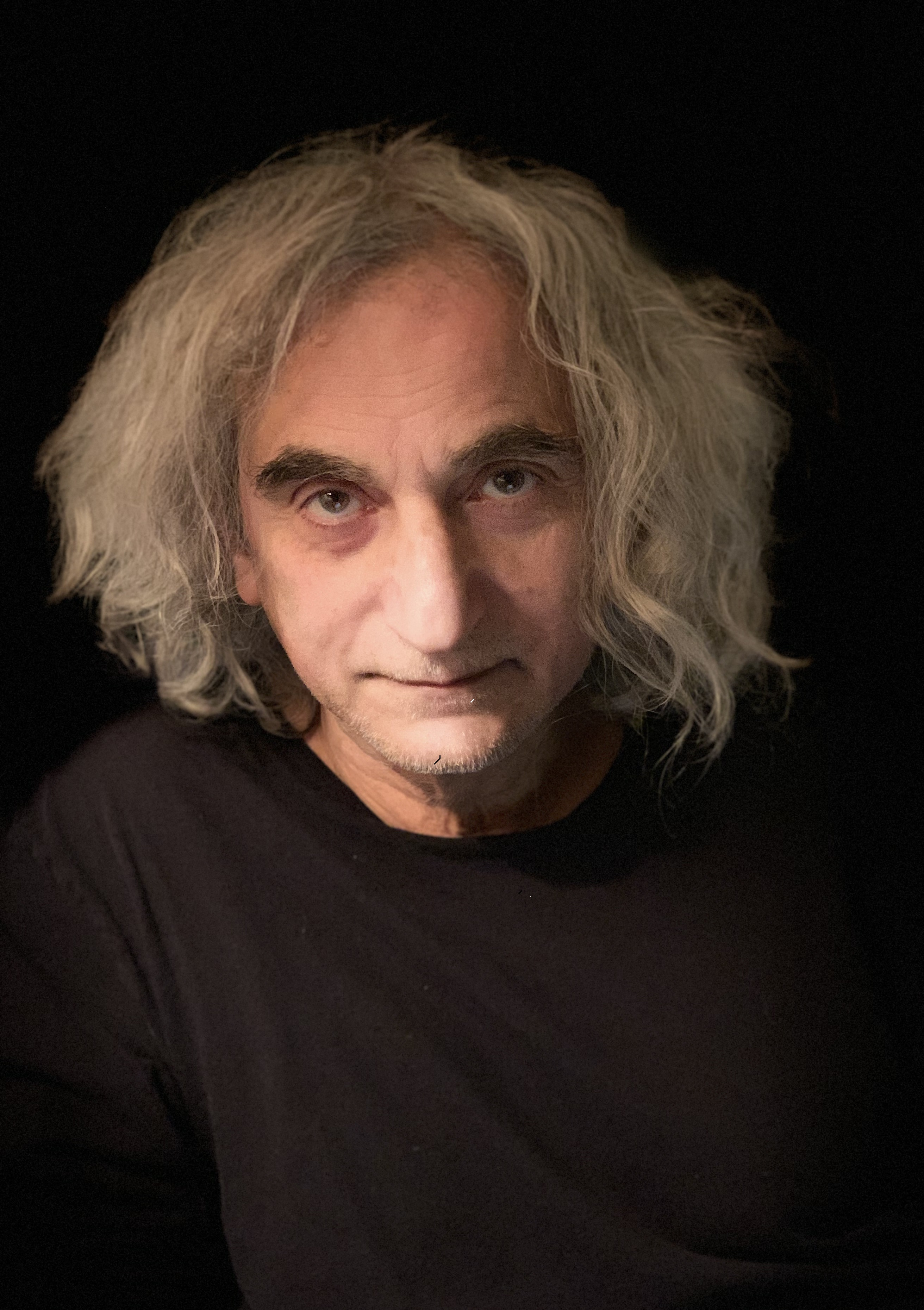
Oded Galor

Oded Galor (nascido em 1953) é um economista israelense-americano que atualmente é Professor de Economia Herbert H. Goldberger na Brown University. Ele é o fundador da teoria do crescimento unificado. Galor contribuiu para a compreensão do processo de desenvolvimento ao longo de todo o curso da história humana e pré-história, e o papel de fatores profundamente enraizados na transição da estagnação para o crescimento e no surgimento da vasta desigualdade em todo o mundo. Além disso, ele foi pioneiro na exploração do impacto da evolução humana, diversidade populacional e desigualdade no processo de desenvolvimento durante a maior parte da existência humana.

## Carreira
Galor completou seu bacharelado e mestrado na Universidade Hebraica de Jerusalém e seu doutorado na Universidade de Columbia. Atuou como Professor de Economia Chilewich na Universidade Hebraica e atualmente é Professor de Economia Herbert H. Goldberger na Universidade Brown. Recebeu o título de Doutor Honoris Causa pela Poznań University of Economics & Business e pela UCLouvain. É Membro Eleito Estrangeiro da Academia Europaea (honoris causa) e Membro Eleito da Econometric Society. Ele liderou o grupo de pesquisa NBER em Distribuição de Renda e Macroeconomia e é Research Fellow do CEPR e IZA, Research Associate do NBER e CESifo, Sackler Fellow na Universidade de Tel-Aviv, Fellow do Departamento de Economia da Universidade Hebraica. Além disso, é editor-chefe do Journal of Economic Growth, editor do Journal of Population Economics e co-editor da Macroeconomic Dynamics. Ele esteve recentemente entre os 5 candidatos ao Nobel da Frankfurter Allgemeine.

## Pesquisa
Oded Galor é o fundador da teoria do crescimento unificado, que explora o processo de desenvolvimento ao longo de todo o curso da história humana e identifica as forças históricas e pré-históricas por trás do tempo de transição da estagnação para o crescimento e a divergência na renda per capita entre países e regiões.
É coautor do modelo Galor–Zeira — o primeiro modelo macroeconômico a explorar o papel da heterogeneidade na determinação do comportamento macroeconômico. Em contraste com a abordagem do agente representativo que dominou o campo da macroeconomia até o início dos anos 1990 e que argumentava que a heterogeneidade não tem impacto na atividade macroeconômica, o modelo demonstra que na presença de imperfeições nos mercados de capitais e não-convexidades locais na produção de capital humano, a distribuição de renda afeta o nível de renda per capita de longo prazo, bem como o processo de crescimento. A Review of Economic Studies nomeou o artigo entre os 11 artigos mais inovadores publicados na revista nos últimos 60 anos.